# 早川知子
早川 知子（はやかわ　ともこ）は、日本の女優、モデル、
シュルーモデルエージェンシー所属。

## 人物
・特技は、英語（TOEIC990満点）、中国語での演技経験あり・フランス語
・趣味は、水泳、音楽・映画・美術/鑑賞
（公式ホームページより）

## 出演

### 映画
- 『脇役物語』（2010年）緒方篤監督　医師役　 上海国際映画祭正式出品、ミルバレー映画祭正式出品
- 『深夜裁判』（2011年）篠原哲雄監督　木村佳江役
- 『リルウの冒険』(2012年）熊坂出監督　サチ役　韓国シネマデジタルソウルにて観客賞・批評家賞の二冠達成／香港国際映画祭、エジンバラ国際映画祭、ピアフィルムフェスティバル、Skipシティ国際Dシネマ映画祭招待作品
- 『ami?amie?つきあってねーよ！』(2013年）岩崎友彦監督　A子役 ゆうばり国際映画祭オフコンペティション出品作品
- 『恋人たち』(2013年）井川広太郎監督　英会話講師役（主演） Japan Filmfest Humberg　招待作品
- 二人の女勝負師（2014年） - 内田理沙子 役(主演）

### 短編映画
- 『カメラガール』(2011年）中野森監督　シノ役　横浜映像天国グランプリ、蔵の街かど映画祭グランプリ、西東京市民映画祭演技者賞受賞
- 『Conversation(s)』(2012年）石川慶監督　ヨウコ役（主演）札幌国際映画祭スペシャルメンション賞受賞
- 『Fish and Love』(2013年）David labi監督　ミカ役(主演)
- 『Gaijin』（2013年）Brian Parker監督　ミキ役（主演）
- 『The Waitress』(2013年) Shun Teshima監督　リン役
- 『Keepsake』(2014年) David Chester監督　ナオミ役(主演)　東京国際レズビアン＆ゲイ映画祭、The Other Venice 映画祭、Kashish Mumbai 国際映画祭招待作品
- Wolf of Vengeance（2016年）樋口雅一監督　魔女役

### テレビドラマ
- 中居正広の金曜日のスマたちへ（再現ドラマ　2013年　TBS）
- なぞの転校生(2014年テレビ東京)　第6話〜第9話　麻酔科医役
- HERO(2014年、フジテレビ　新聞記者役

### その他テレビ番組
- NHK world “Great Gear”(2014年〜）　レポーター（レギュラー）

### CM
- パナソニック『Fujisawaサスティナブル・スマートタウン』web(2012年〜)
- 大正製薬・ゼナジンジャー『ゼナジンジャーでぽっかぽか』篇(2012年)
- ユーキャン『チラシマジック』篇（2012年）
- 第一三共ヘルスケア・クリーンデンタル『宣言』篇『成分』篇(2013年〜)
- アピタ・ピアゴ『クールオン2014』(2014年)

### 舞台
- 『ユダヤ人種の妻』(2013年）（主演）ブレヒト作、山縣美礼演出（BeSeTo演劇祭出品作品）
- 『The Sculptor, The Model and the Sergeant』(2013年）Dwayne Lawler演出
- 『ボスニアの花（Necessary Targets）』(2014年）イブ・エンズラー作、秋葉よりえ演出